# Albert Schorno
Albert Schorno (Goldau, nu: deelgemeente van Arth, 21 september 1944) is een Zwitsers componist, dirigent en trompettist.

## Levensloop
Schorno was al in jonge jaren lid van de plaatselijke harmonie. Later werd hij trompettist in een militaire muziekkapel van het Zwitsers leger. Van 1975 tot 1980 studeerde hij aan de Musikakademie Zürich, onder andere bij Heinrich Menet. Van 1981 tot 1986 was hij dirigent van de Harmoniemusik Niederurnen-Ziegelbrücke. In 1973 werd hij in de muziekcommissie van de Schwyzer Kantonaler Musikverband benoemd. Van 1981 tot 1990 was hij president van deze commissie.  
Als componist schreef hij werken voor harmonie- en fanfareorkesten.

## Composities

### Werken voor harmonieorkest
- 1983 Jugendfreunde, mars
- 1984 Schwyzer Ratsherren-Marsch
- 1985 Fest-Hymne
- 1986 Vitodurum, mars
- 1990 Stadtpfeifer, mars
- De Brissago-Oski, Ländler
- Füürio, Chaschper, schottisch
- Ganz urchig, Ländler
- Girl-fox